# 越前一向一揆
日本戰國時代天正初年時期，在越前國爆發的一向一揆起事，後被織田信長強力鎮壓，諸多一向一揆成員被屠殺。

## 背景
天正元年（1573年）8月，織田信長在一乘谷之戰中攻入越前，毀滅當地大名朝倉義景，並任命朝倉家舊臣前波吉繼為越前守護代以一乘谷城作為居城統領越前一國，並改名為桂田長俊，並派遣木下祐久、津田元嘉、三澤秀次為奉行輔佐前波吉繼，朝倉景鏡、朝倉景健、溝江長逸等投降織田家的朝倉舊將也獲得本領安堵，與前波吉繼同時倒戈織田家的富田長繁則加封為府中領主，居城移至龍門寺城。由於前波吉繼跟富田長繁多年不睦，因此在織田信長面前曾控訴「加封給富田長繁與力毛屋豬介、增井甚内的知行太多」、「讓富田長繁擁有府中的領地並無益處」，使雙方的關係更勢同水火。
被織田信長加封了越前一國的前波吉繼因過於傲慢，以及對同僚的無禮態度，天正二年（1574年）1月18日富田長繁與家臣增井甚内、毛屋豬介在庄中郡發動大規模的一揆起義，人數高達3萬3千人，揮軍攻打一乘谷城，富田長繁更親率500人攻破木戶，前波吉繼在1月19日曾試圖率軍出城迎戰，但寡不敵眾，被敵軍給討死。隔日，前波吉繼之子新七郎與一族棄城逃亡時被捕，全數被殺。眼見事態不妙，木下祐久、津田元嘉、三澤秀次三名奉行跟朝倉景健出面斡旋和談。但木下祐久、津田元嘉、三澤秀次仍遭到追放，逃回岐阜城。
為防事態惡化，織田信長也派遣丹羽長秀、武藤舜秀、羽柴秀吉、不破光治跟不破直光父子、丸毛長照跟丸毛兼利父子以及若州眾前往越前敦賀強化當地防備。

## 一向一揆的攻勢
為了擴大勢力範圍，富田長繁在1月24日又以宴會邀請為名，將鳥羽野城主魚住景固父子誘來殺害，隨後在25日發兵攻陷鳥羽野城並屠盡魚住一族，但富田長繁殺害魚住景固的動作，卻引起一揆勢力的反彈。富田長繁為表示自己統率越前一國的正當性，決定跟織田家和談，派胞弟前往織田家擔任人質，希望信長賜下讓他擔任越前守護的朱印狀，富田長繁為了鞏固對越前的統治，也頒下國中屋銭賦課禁止、不准搶劫亂取、不准亂砍竹木等命令。
富田長繁這些舉動更是引起一揆方對他的疑慮，因此越前的土一揆遣使與加賀一向一揆的僧官七里賴周，七里賴周為誅殺富田長繁在2月上旬率領加賀一向一揆南下進攻越前，人數多達十多萬，擊殺了片山城的增井甚内跟北之庄城的毛屋豬介。下間賴照也對龍澤寺、西泉坊、洞雲寺、中道院、越知神社等寺院的寺領進行安堵，試圖穩定一向宗對越前的統轄。
為了反擊一向一揆，富田長繁在2月16日也領700人出陣，但一向一揆在帆山河原的人馬卻多達二萬多人，但富田長繁趁日落衝擊一向一揆的後陣，順利攻破一向一揆的陣勢，並接連追擊2至3里，討取了2千至3千人。富田長繁大勝之後，又轉往進攻在長泉寺山佈陣旁觀此戰的朝倉景健跟朝倉景胤，在2月17日發動夜襲，一度討取了守將中荒木兄弟的首級。翌18日，富田長繁再度發動攻擊，但混戰中對富田長繁不滿的家臣小林吉隆突然用鐵砲從後方射殺富田長繁，享年僅24歲。
2月19日，加賀一向一揆的僧官杉浦玄任跟下間賴照率領河北一揆包圍溝江長逸的溝江城，一向一揆方的北島次郎左衛門從搦手攻入，接連破壞二重塀，但在溝江城守軍隨即用鐵炮反攻，射殺2.3百名一揆眾，但溝江城最後仍被杉浦玄任攻陷，溝江長逸殺死城中女眷後，與胞弟妙隆寺弁榮等30多人一同切腹自盡。原為加賀守護一脈的富樫泰俊與長子稙春、次子家俊也寄食在溝江城中，在城池失陷時一同自盡。同時，杉浦玄任也在龍澤寺檢視富田長繁的首級。
4月14日，大野郡的朝倉景鏡遭到一向一揆的攻擊，景鏡雖放棄居城亥山城逃往平泉寺求助，結果一向一揆包圍平泉寺後，不但朝倉景鏡與其子被殺，平泉寺也被夷為平地。七里賴周率領一向一揆眾隨後在5月上旬進攻織田城的朝倉景綱，織田城雖有3000城兵，但跟數以萬計的一向一揆眾比起，數量顯是遠遜，因此朝倉景綱留下5.6百城兵守城，連同妻子趁夜乘船逃往敦賀。而一向一揆的攻勢甚至波及到北近江，在6月中旬攻陷阿閉貞征的木目城。但另有記載是一向一揆在8月才南下進攻木目城，城主樋口直房力盡降伏，與妻子退往甲賀。羽柴秀吉正要揮軍救援時，一向一揆已經將木目城燒毀，秀吉追之不及，才重新構築木目城，改以阿閉貞征跟磯野員昌入城鎮守，同時又流傳樋口直房內通一向一揆的風聲，因此織田信長命令秀吉搜捕樋口夫婦處死，並將首級送去長島給織田信長檢視。
在一向一揆眾大致控制住越前一國後，下間賴照獲本願寺顯如封為越前守護，杉浦玄任管理大野郡司、七里賴周管理府中郡，下間賴照之子下間賴俊統轄足羽郡。武田勝賴也去信杉浦玄任，希望越前一向一揆能夠箝制織田信長，阻礙上杉謙信拿下越中。同時因為一向宗法主本願寺顯如之子本願寺教如跟朝倉義景有翁婿關係，所以一向宗統領越前時，三輪藤兵衛等國人進行安堵時，也強調按照朝倉義景時的情況。
但一向一揆引入加賀國的坊官指導體制，使當地的越前一揆眾對一向宗坊官產生不滿，志比莊的林兵衛跟阿波賀的清道遂率領「十七講」反叛。11月上旬，下間賴照跟若林長門守也討伐了在河合莊反叛的一揆。12月上旬時，儘管飄下大雪，足羽郡的東鄉安原村的鑓講眾也起事反叛，下間賴俊出擊征討。
為防備織田信長大軍極可能的來襲，越前一向一揆也積極布防：
| 城池           | 守備                                     |
| -------------- | ---------------------------------------- |
| 板取城         | 下間頼俊率越前加賀一揆入駐               |
| 木目峠         | 和田本覺寺、石田西光寺共3000人           |
| 鉢伏城         | 杉浦玄任率專修寺、阿波賀三郎兄弟共2500人 |
| 今城、火燧城   | 下間賴照率1000多人                       |
| 大良越、杉津城 | 七里賴周與円光寺眾                       |
| 河野新城       | 若林長門守、甚七郎                       |
| 龍門寺城       | 三宅權丞                                 |

## 織田軍的反攻
越前一向一揆越演越烈，織田信長終決定在天正三年（1575年）８月12日率領大軍以越前的牢人眾為先鋒出征越前，動員將領包含織田信包、織田信雄、織田信孝、織田信澄、柴田勝家、丹羽長秀、瀧川一益、佐久間信盛、羽柴秀吉、明智光秀、原田直政、簗田廣正、蜂屋賴隆、武藤舜秀、稻葉一鐵、稻葉貞通、氏家直通、不破光治、荒木村重、細川藤孝、磯野員昌、安藤守就、阿閉貞征，總兵力達到3萬、4萬、8萬、10萬、10萬5千、10萬8千。在海上也有若狹國的粟屋勝久、逸見昌經跟熊谷、山縣、白井、松宮、寺井、香川、畑田水軍以及丹後的一色義定跟矢野、大島、櫻井水軍，共數百艘船隻由水路發動攻擊。
織田軍在13日進入小谷城，並命令羽柴秀吉負責全軍軍糧的調度，14日時便進入越前敦賀，在武藤舜秀的居館宿陣。15日時經由大良越口攻入越前，水軍也同時從海上攻擊港口，一向一揆方的円光寺眾跟若林長門守試圖出城應戰織田軍，卻被羽柴秀吉跟明智光秀擊潰，討取了2.3百人。
柴田勝家、羽柴秀吉、稻葉一鐵跟明智光秀也出兵攻打杉津城，儘管七里賴周跟円光寺眾使用弓矢跟鐵炮防備，但城中堀江景忠、堀江景實父子反叛投降織田軍，杉津城被織田軍一口氣攻破，隨後又攻破若林長門守在河野的新城，守軍陣亡2.3百人。
入夜後，織田軍仍持續進軍，攻陷府中的龍門寺城，守將三宅權丞被殺，這使木目峠、鉢伏城、今城、火燧城的一向一揆遭到織田軍的包圍，羽柴秀吉、明智光秀受命出戰，再度擊潰府中一帶的一向一揆眾，斬殺2.3千人，板取城的下間賴俊、火燧城的下間頼照、跟退往今城七里頼周相繼棄城逃亡，一揆眾的將領阿波賀三郎出城想投降織田軍，卻被信長命令原田直政直接殺死。
16日，織田信長率馬迴眾約1萬人從敦賀越過木目峠進入府中龍門寺城，並且命令福田三河守進入今城，負責道路交通的警備，開始搜捕分散逃亡的越前一向一揆首領。
而先前倒戈一揆方的朝倉景健、朝倉景胤再度向織田信長表示臣服，希望獲得信長的赦免。但織田信長憤怒未解，完全無意饒過他們，下令朝倉景健、朝倉景胤自盡，朝倉景健的家臣金子新丞父子、山內源右衛門亦偕主殉死。18日時，柴田勝家、丹羽長秀、織田信澄三將出兵攻下鳥羽城，又討取5.6百人，金森長近跟原長賴由美濃口越過根尾、德山攻入大野郡，拿下一揆方的數座小城，也斬殺不少敵人，美濃豪族遠藤慶隆亦有出兵參戰。
從織田軍攻入越前數日之間，殺死一揆眾1萬2250人，加上被生擒的人數，更高達3.4萬人。８月23日，織田信長將本陣移往一乘谷城，稻葉一鐵父子跟簗田廣正、羽柴秀吉、明智光秀、細川藤孝趁機追殺一揆眾敗軍攻入加賀，拿下能美、江沼兩郡。
戰後，織田信長為鞏固對越前的控制，決定在北之庄興建一座堅城作為新的治所，加賀奧郡的一向一揆也趁著織田信長主力離開越前，企圖捲土重來，但被羽柴秀吉擊退，斬首250多人。在織田軍進攻越前一向一揆時，跟一向宗不睦的真宗高田派門徒跟真宗三門徒派選擇與織田信長合作，所以織田信長也給予高田派的專修寺知行安堵。其中高田派的黑目稱名寺也在當年10月發現下間賴照甚至化裝成乞丐隱匿行蹤，便在府中下野村擒獲下間賴照，將他交給織田軍，下間賴照因此被殺死，柴田勝家也因此功給稱名寺發下感狀。

## 戰後處理
織田信長順利戰勝越前一向一揆後，重新掌握越前一國並拿下加賀的能美、江沼兩郡，織田信長也對這些領地進行重新分配。柴田勝家負責總管越前一國八郡，但府中兩郡交由不破光治、佐佐成政跟前田利家（府中三人眾），大野郡分給金森長近三分之二，原長賴獲得三分之一，敦賀郡依舊由武藤舜秀統轄。加賀的檜屋城跟大聖寺城則交給簗田廣正、佐佐長穐跟堀江景忠父子。
但越前一向一揆並非就此完全消滅，部分門徒依然在山間轉戰，天正五年（1577年）時曾再度蜂起包圍柴田家臣柴田義宣所在的河合村，將其殺害，也暗中想方設法輸送糧食進入被織田軍包圍的石山本願寺，七里賴周、杉浦玄任也順利逃回加賀，但整體來說已經無法對統治越前的織田家造成太大威脅。